# شارع الحسن الثاني بفاس
شارع الحسن الثاني أو شارع فرنسا سابقا، هو أهم شارع في مدينة فاس المغربية، ويعتبر القلب النابض لها، وبه تستقر أغلب المكاتب الإدارية، كما تتواجد به سينما ميغاراما Megarama (لامبير L'empire سابقا) ومجموعة من الفنادق والمقاهي القديمة والحديثة، والعديد من النوافير والنصب التذكارية. كما يتميز باحتضانه للعديد من الأبنية التي تعود لحقبة الاحتلال الفرنسي، وتتميز بالهندسة المعمارية العصرية وذات الطابع الأوروبي.

## في عهد الحماية الفرنسية
شُيد الشارع في فترة الحماية الفرنسية وأعطته السلطات الفرنسية اسم شارع فرنسا. وفي يوم الأحد 23 مارس 1941 أقيم حفل كبير بمدينة فاس، حضرته مجموعة من فعاليات المدينة، تم خلاله تحويل اسم الشارع من شارع فرنسا إلى شارع «المارشال بيتان» (بالفرنسية: Maréchal Pétain)، لكن ساكنة المدينة لم تستعمل التسمية الجديدة فظل يحمل اسم شارع فرنسا في أوساط الساكنة. ولا يعلم إذا كان اسم الشارع قد عاد للتسمية الأصلية بعد فترة وجيزة أم أن استعمال الاسم الجديد ظل لمدة طويلة.